# Maurizio Liverani
Pour les articles homonymes, voir Liverani.
Maurizio Liverani, né le 27 novembre 1928 à Rovereto (Trentin-Haut-Adige) et mort le 10 février 2021 à Senigallia (Marches), est un réalisateur, journaliste et écrivain italien,,.

## Biographie
Neveu de l'homme politique de la République de Salò Augusto Liverani (it), Liverani a été résistant en tant que militant du Parti communiste italien et a commencé à travailler comme journaliste en 1952 pour le Paese Sera, où il s'est rapidement spécialisé dans la critique cinématographique. Il devint ensuite directeur de la revue Il Dramma. En 1969, il tourne en tant que réalisateur, d'après son propre scénario, le satirique et irrévérencieux Sais-tu ce que Staline faisait aux femmes ? sur le communisme, avec Helmut Berger dans le rôle principal. Son deuxième film, le film en costumes Il solco di pesca, s'en tenait aux conventions du film érotique et fut rapidement oublié.

## Filmographie

### Réalisateur
- 1969 : Sais-tu ce que Staline faisait aux femmes ? (Sai cosa faceva Stalin alle donne?)
- 1976 : Il solco di pesca
- 1993 : Se questa è follia..., documentaire
- 1994 : La strategia del bianco, documentaire
- 1995 : Ben Shahn: un tragico umorista, documentaire
- 1997 : I colori di Sara, documentaire
- 1998 : Gli eroi sono stanchi - I gessi di Enrico Mazzolani, documentaire
- 2015 : Immagini revocate - Omaggio a Chiara Diamantini, documentaire

## Publications
- Dal Polo al pollo, Scipioni Editore, 1997.
- Disamore, ovvero la trascendenza verso il basso, Monduzzi, 1998.